# Manon Lescaut (Puccini)

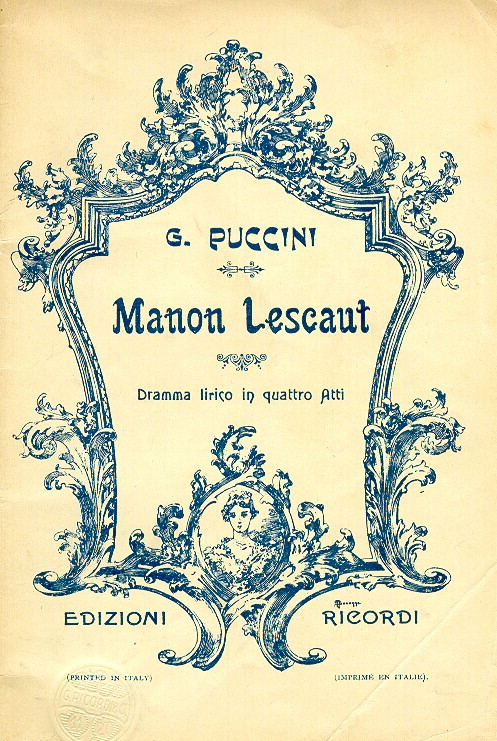

Manon Lescaut là vở opera 4 màn của nhà soạn nhạc người Ý Giacomo Puccini. Những người viết lời cho tác phẩm gồm có Giuseppe Giacosa, Domenico Oliva, Luigi Illica, Marco Praga và Giulio Ricordi. Tác phẩm được viết dựa theo cốt truyện của cuốn tiểu thuyết cùng tên của Abbé Prévost. Vở opera được sáng tác vào năm 1890-1892 và có lần trình diễn đầu tiên tại Turin vào năm 1893.

## Âm thanh
| Màn Donna non vidi mai của vở opera Manon Lescaut của Puccini, được trình diễn bởi Enrico Caruso |  |
|                                                                                                  |  |
|                                                                                                  |  |